# 2009年ワッデン海の火球
2009年ワッデン海の火球（2009ねんワッデンかいのかきゅう）は、2009年10月13日に北ドイツ、オランダ、ベルギー、デンマーク各地で目撃された火球である。
現地時間の18時58分、日没後まもなく、オランダの北部およびドイツ北部を明るい火球が南西から北東へ飛行するのが目撃された。現象は数秒間続き、目撃者によって写真や動画が撮影された。火球が空中で5から6個に分裂するのも撮影された。オランダのフローニンゲンで Robert Mikaelyan が撮影した写真はWebサイト Astronomy Picture of the Day で公開された。オランダで多くの目撃者が爆音を聞いたと証言し、3,000kmはなれたカザフスタンで振動が観測された。残された煙痕は強風ですぐに形が崩れてしまったが、いろいろな場所から煙痕の写真が撮られ、調査に役立った。
多くの目撃者を驚かせ、ロケットの発射とか航空機の事故やUFOであると思う人々も多く、警察や消防署への通報もあいついだ。 目撃者の証言や写真の分析はトマス・グレイらによって行われ、ユーストの北のワッデン海に隕石が落ちた可能性が高いと分析された。1週間にわたり、ワッデン海などの海岸で落下した隕石の探索が行われたが隕石は発見されていない。